# James Murray Spangler
James Murray Spangler (20 de novembro de 1848 — 22 de janeiro de 1915) foi um inventor estadunidense.
Inventor do primeiro aspirador elétrico portátil comercializado com sucesso. Apesar de já existirem aspiradores, foi o primeiro adequado para o uso doméstico. Spangler aprimorou seu modelo básico e recebeu uma patente, em 1908. Fundou a Electric Suction Sweeper Company, adquirida depois juntamente com sua patente por William Henry Hoover.

## Patentes
- Patente E.U.A. 356 171, "Grain Harvester"
- Patente E.U.A. 492 341, "Combined Hay Rake and Tedder"
- Patente E.U.A. 576 746, "Velocipede Wagon"
- Patente E.U.A. 889 823, "Carpet Sweeper and Cleaner"
- Patente E.U.A. 1 073 301, "Suction Carpet Sweeper"